# Capri
 Ovo je glavno značenje pojma Capri. Za druga značenja pogledajte Capri (razdvojba).
Capri je talijanski otok na kojem se nalazi i istoimeni grad. Nalazi se na južnoj strani Napuljskog zaljeva kraj Sorentinskog poluotoka. Capri je još od rimskih vremena bio čuven po svojim ljepotama. Otok ima 10.4 kvadratna kilometra i 12.200 stanovnika. Na otoku se uz općinu Capri nalazi i općina Anacapri. Od druge polovine 19. stoljeća je Capri postao popularno odredište europskih umjetnika, književnika i drugih slavnih ličnosti.

## Povijest
Prema grčkom geografu Strabonu je Capri jednom bio spojen s ostatkom Italije. To su potvrdila novija geografska i arheološka istraživanja. Novija iskopavanja su pokazala da su ljudi na Capriju još od neolitika. U Eneidi je Vergilije tvrdio da su Grci s Jonskih otoka naselili Capri. Tacit je tvrdio da je na Capriju bilo 12 carskih vila. I Oktavijan August i Tiberije su tu imali niz vila. Car Komod je 182. prognao svoju sestru Lucilu na Capri. Nakon pada Zapadnoga Rimskoga Carstva Capri je bio pod kontrolom Napulja. Otok je bilo na udaru brojnih piratskih napada. Car Ludovik II. je 866. predao otok Amalfiju. Prvi biskup je postavljen 987. godine. U 16. stoljeću je otok bio na udaru Turaka, čuveni turski admirali Barbarossa Hajrudin paša i Turgut Reis su 1535. i 1553. pljačkali Capri. Napoleonova francuska vojska je u siječnju 1806. zauzela otok. Britanci su u svibnju 1806. izbacili Francuze s Caprija i Capri pretvorili u jaku pomorsku bazu ("drugi Gibraltar"). Međutim Britanci su tada napravili veliku štetu na arheološkim iskopinama. Joachim Murat je ponovno 1808. osvojio Capri i tu su Francuzi ostali do 1815. kada je Capri vraćen Burbonima iz Napuljske kraljevine. 
U drugoj polovini 19. stoljeća je Capri postao popularno odredište europskih umjetnika, književnika i drugih slavnih ličnosti. John Singer Sargent i Frank Hyde su bili istaknuti umjetnici koji su boravili na otoku krajem 1870-tih. Norman Douglas, Friedrich Alfred Krupp, Jacques d'Adelswärd-Fersen, Christian Wilhelm Allers, Emil von Behring, Curzio Malaparte, Axel Munthe, i Maksim Gorki su imali vile na otoku ili su duže vrijeme na njemu boravili.

## Capri u literaturi
Fascinaciju otokom Capri potakla je knjiga "Otkriće Plave spilje na otoku Capri" njemačkoga slikara i pisca Augusta Kopischa. U knjizi je opisao svoj boravak na Capriju 1826. i otkriće Plave spilje. Capri je poznat i po kratkoj priči Somerseta Maughama "The Lotus Eater". U toj priči glavni lik dolazi iz Bostona na Capri na odmor i tako biva očaran Caprijem da ostavlja posao i odlučuje ostatak života provesti u dokolici na Capriju. 
Claude Debussy u naslovu svoga impresionističkog djela spominje Anacapri (Les collines d'Anacapri). Norman Douglas je napisao roman o Capriju. Pored Douglasa i književnik Jacques d'Adelswärd-Fersen i pjesnik August Graf von Platen dolaze na Capri stvarajući homoseksualnu zajednicu.
Letonski romanopisac Jānis Jaunsudrabiņš je napisao 1939. roman "Capri", u kome opisuje biciklističke ture Maksima Gorkoga i Axela Munthea. Pisac i švedski kraljevski liječnik Axel Munthe (1857. – 1949.) je sagradio vilu na otoku blizu Anacaprija.

## Turizam
Capri je popularno turističko odredište i za Talijane i za strance. Tijekom 1950-ih Capri je postao popularno odredište međunarodnoga jet-seta. Središnji trg Caprija je zadržao umjerenu seosku arhitekturu, ali je prepun skupim buticima i restoranima. Tijekom ljeta ima mnogo turista, najčešće jednodnevnih izletnika iz Napulja i Sorrenta.

## Glavne atrakcije
- Vila San Michele
- Grotta Azzurra, Plava spilja
- Villa Lysis
- Villa Jovis
- La Piazzetta
- Via Krupp
- Arco Naturale
- Villa Malaparte
- Torre Materita
- Certosa di San Giacomo
- Faraglioni
- Monte Solaro
- Svjetionik Punta Carena
- Marina Grande

## Galerija
- Capri
- Faraglione
- Grotta Meravigliosa
- Prirodni luk
- San Giacomo
- Pogled s Augustova vrta
- Marina Piccola s Augustova vrta
- Monte Tiberio
- Uspinjača s Marina Grande do Caprija
- Pogled na Capri
- Pogled na Capri

## Vanjske poveznice

### Sestrinski projekti
|  | Zajednički poslužitelj ima stranicu o temi Capri    |
|  | Zajednički poslužitelj ima još gradiva o temi Capri |

### Mrežna sjedišta
- Smještaj restorani i kupovina na Capriju (tal.)(engl.)
- Vodič otoka (tal.)(engl.)
- Capri 360 panorame  Arhivirana inačica izvorne stranice od 30. prosinca 2007. (Wayback Machine) (fr.)